# Edgaras Voitechovskis
Edgaras Voitechovskis (Ambrolauri, 1986. március 8. –) litván szabadfogású birkózó. A 2018-as birkózó-világbajnokságon nyolcaddöntőbe jutott 86 kg-os súlycsoportban, szabadfogásban.

## Sportpályafutása
2017-ben aranyérmet szerzett a Skandináv Bajnokságon a 86 kg-os súlycsoportban, szabadfogásban.
A 2018-as birkózó-világbajnokságon a selejtezők során a magyar Veréb István volt ellenfele, akit 7–4-re megvert. A nyolcaddöntőben a finn Ville Tapani Heino ellen mérkőzött. Ellenfele 9–2-re legyőzte őt.